# Quattroruote
Quattroruote é uma revista automobilística italiana, com início de publicação em 1956.
Em 2006 abriu também a edição portuguesa da QuattroRuote, com conteúdos integralmente escritos em português, conjugando traduções da casa-mãe com a maioria de textos próprios.[carece de fontes?]
Mantendo o mesmo nome da revista original, a QuattroRuote Portugal aproveita o know-how da publicação italiana, participando em importantes testes exaustivos a automóveis de todos os segmentos.[carece de fontes?]
Tendo como editor em Portugal o Grupo Impala, trata-se de uma revista mensal com conteúdos exclusivos para Portugal e com as fichas técnicas mais completas para quem vibra com o mundo automóvel. Comemora o primeiro ano de existência a 24 de Junho de 2007.[carece de fontes?]
No Brasil seu conteúdo é disponibilizado, com exclusividade, pela revista Motor Show, da Editora Três.